# Тіген
Тіге́н (каз. Тиген) — село у складі Мангистауського району Мангистауської області Казахстану. Входить до складу Шайирського сільського округу.
Населення — 76 осіб (2021; 371 у 2009, 300 у 1999, 347 у 1989).